# Klinkards- und Rankenhof Wertheim

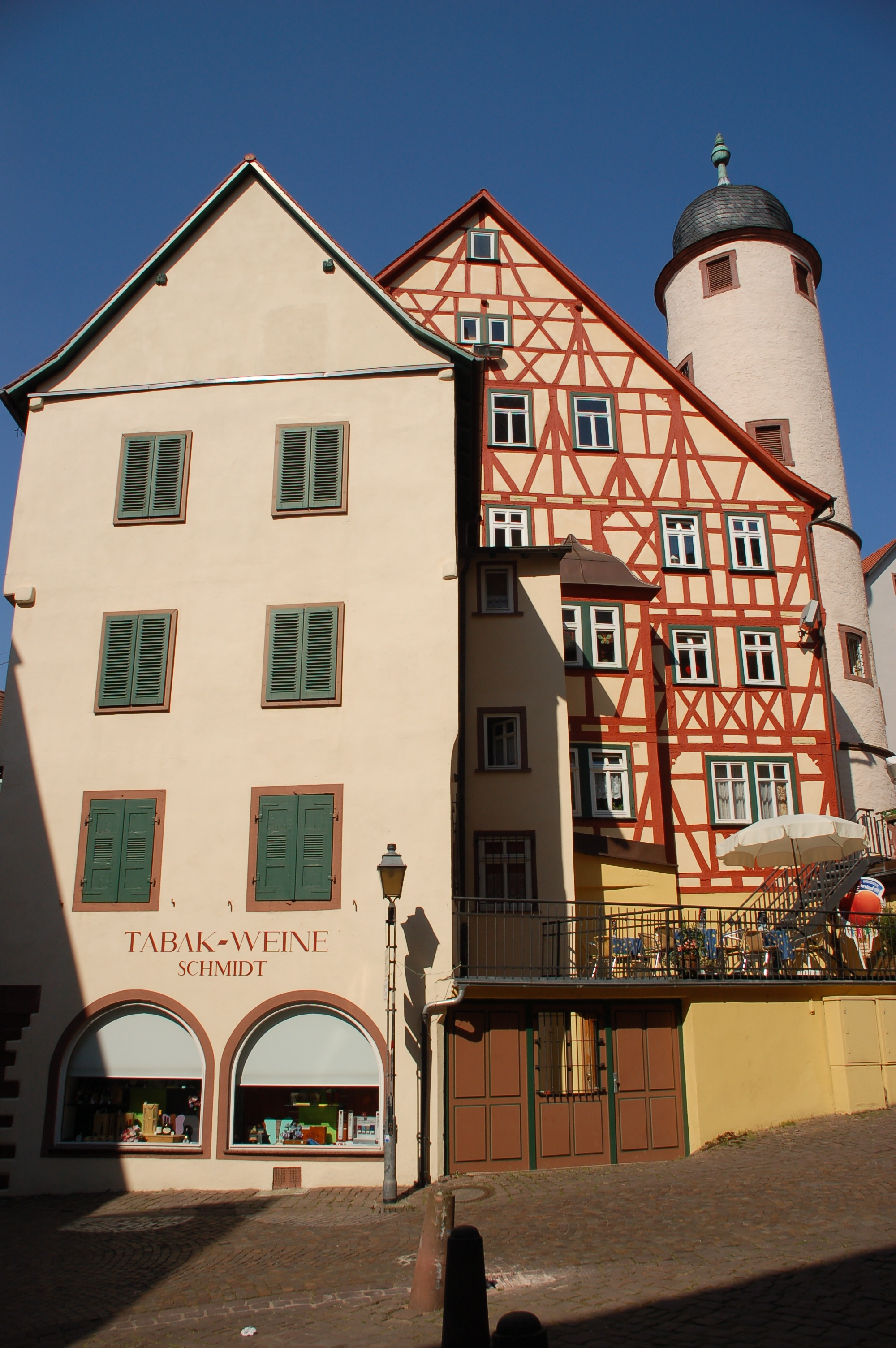
Ehemaliger Klinkards- und Rankenhof Wertheim, heute als Grafschaftsmuseum Wertheim und Otto-Modersohn-Kabinett genutzt

Der Klinkards- und Rankenhof ist ein schlossartiges ehemaliges Herrenhaus in Wertheim im Main-Tauber-Kreis in Baden-Württemberg.

## Geschichte
Der Klinkards- und Rankenhof wurde im 15. Jahrhundert errichtet. Er war einst im Besitz der Herren Klinkardt von Vockenrot. In den Jahren 1540 und 1889 wurden jeweils Aus- und Umbauten durchgeführt.

## Anlage
Es handelt sich um ein mehrteiliges Ensemble, bestehend aus zwei Massivgebäuden (Klinkhards- und Rankenhof) des 15. Jahrhunderts, mit Rundturm des 16. Jahrhunderts, einem Treppenturm, davor eine neugotische Freitreppe. Die Gebäude in der Rathausgasse 10 stehen als sonstiges Denkmal unter Denkmalschutz.

## Nutzung
Der Klinkards- und Rankenhof wurde als ehemaliges Rathaus genutzt. Heute dient er als Museum und beherbergt Sammlungen der Grafen von Wertheim sowie das Otto-Modersohn-Kabinett.